# 카리브 공동체의 기

카리브해 공동체의 국기

카리브 공동체의 기는 하늘색과 파란색 2색기에 중앙에 노란색 원과 CC가 연결된 것처럼 보이는 기이다.

## 상징
- CC는 "카리브 공동체"의 약칭을 상징한다.